# Nosferatu: Phantom der Nacht
Nosferatu: Phantom der Nacht (no Brasil, Nosferatu - O Vampiro da Noite) é um filme teuto-francês de 1979 dirigido por Werner Herzog, que fez o roteiro baseado na obra de Bram Stoker.
Embora a história seja baseado no romance de Stoker, o filme é uma homenagem ao clássico Nosferatu, Eine Symphonie des Grauens de F. W. Murnau (1922), no qual foi criada a personagem Conde Orlok pois os produtores não conseguiram os direitos da história original e nem tampouco o nome Drácula. Entretanto, na versão de Herzog  - realizado quando o romance já estava em domínio público - o personagem volta a se chamar Conde Drácula, embora o nome Nosferatu apareça num livro que a personagem Jonathan Harker (Bruno Ganz) carrega consigo, além de ser o título do próprio filme. Curiosamente, foi trocado o nome de Mina para Lucy, que no romance é apenas sua amiga. O filme apresenta modificações tanto em relação à obra de Murnau  quanto ao romance de Stoker. O vampirismo, nesta versão, aparece fortemente vinculada à Peste Negra.
O filme foi a segunda colaboração do diretor com Klaus Kinski, com quem realizaria um total de cinco filmes e sobre quem ainda dirigiria o documentário Meu Melhor Inimigo (1999), um retrato da tumultuosa amizade entre os dois.

## Sinopse
No século XIX, em Wismar, na Alemanha, Jonathan Harker é um agente imobiliário que recebe a tarefa de ir até a Transilvânia a mando de seu excêntrico chefe, Renfield (Roland Topor). Jonathan ignora o mal presságio de sua esposa Lucy (Isabelle Adjani) e as advertências do povo que encontra no caminho para não se aproximar do castelo. Uma senhora lhe entrega um livro que o adverte contra a estranha criatura da noite que ronda pela região. Chegando ao castelo do Conde Drácula (Klaus Kinski), descobre que este é um sujeito estranho, pálido e de aparência grotesca. Após firmar o contrato, recebe dele uma visita durante a noite. Nesta mesma hora, um morcego entra pela janela no quarto de Lucy e esta novamente sente que há algo errado.
Drácula mantém Jonathan prisioneiro enquanto toma providências para seu transporte até Wismar. Com ajuda de ciganos, coloca a bordo de um navio alguns caixões, nos quais esconde a si próprio e ratos que carregam a peste negra. O navio chega à cidade sem nenhum sobrevivente para o espanto dos habitantes, que logo providenciam o funeral do comandante sem dar atenção à proliferação de ratos que acontece durante o desembarque.
Jonathan, um tanto debilitado,  consegue escapar do castelo na tentativa de alertar os habitantes da cidade e salvar sua esposa. Entretanto, quando finalmente chega a Wismar está tão alterado que sequer reconhece a mulher. Tendo encontrado o livro que Jonathan carregava consigo, ela fica a par do que está realmente acontecendo. Em pouco tempo, a cidade é assolada pela epidemia, o que leva muitos habitantes a simplesmente festejar seus últimos dias. Lucy não consegue dialogar com o povo nestas condições e nem mesmo consegue apoio de Dr. Van Helsing, que responde a suas histórias com ceticismo. A única forma que encontra de deter Drácula é seguindo o livro a risca.

## Elenco
- Klaus Kinski... Conde Drácula
- Isabelle Adjani... Lucy Harker
- Bruno Ganz... Jonathan Harker
- Roland Topor... Renfield
- Jacques Dufilho... marinheiro

## Prêmios e indicações

### Prêmios
National Board of Review
- Melhor filme estrangeiro: 1979

 Deutscher Filmpreis
- Melhor ator: Klaus Kinski - 1979

 Festival de Berlim
- Melhor design de produção: 1979

 Festival Internacional de Cinema de Cartagena
- Melhor ator: Klaus Kinski - 1980

 Premios Sant Jordi de Cine
- Melhor ator: Klaus Kinski - 1980

### Indicações
Festival de Berlim
- Urso de Ouro: 1979

 Saturn Awards
- Melhor filme estrangeiro: 1980
- Melhor figurino: 1980